# Казбеков, Султан-Саид Устарханович
Султан-Саид Устарханович Казбеков (1893, Умаш-Аул, Российская империя — март 1920, Урма, РСФСР) — участник Гражданской войны, революционный деятель Дагестана начала XX века.

## Биография
По национальности кумык. 
Родился в 1893 году (по другим данным, в январе 1894 года) в селе Умаш-Аул Хасавюртовского отдела Терской области. Окончил Владикавказское реальное училище с похвальной грамотой. С 1912 по 1914 год получил высшее образование в Новоалександрийском институте сельского хозяйства и лесоводства.
Член партии Эсеров. В 1917 году входил в организованный социал-демократами комитет в Хасавюрте, затем вступил в РСДРП(б). Работал редактором газеты «Красные горы» («БагIарал мугIрул»). В 1918 году командовал Чирюртовским фронтом. В том же году, после установления в Дагестане советской власти, заведовал отделом народного образования в Революционном комитете Дагестана. После разгрома Дагестанского подпольного обкома РКП(б) и подавления первого восстания трудящихся горцев Дагестана против армии Деникина выехал в Баку, где 4 сентября 1919 года вошёл в состав восстановленного подпольного обкома РКП(б).
С началом второго восстания против Деникина, Казбеков вернулся в Дагестан. С 7 февраля 1920 года стал председателем Совета обороны Дагестана. Убит в марте того же года отрядом турецкого офицера Казим-бея в районе селения Урма Дженгутаевского участка Темир-Хан-Шуринского округа Дагестанской области (ныне Левашинский район Дагестана) в ходе вооружённого конфликта между большевиками и сторонниками независимости Горской республики.

## Память
в честь Султан-Саида Казбекова названы:
- Казбековский район
- улица Казбекова — улицы в различных населённых пунктах Дагестана.
- улица Казбекова — прежнее название улицы Магомедтагирова в Махачкале
- Казбековка — прежнее название села Тотурбийкала
- Казбековское — прежнее название села Цияб-Ичичали
- колхоз имени Казбекова — колхозы в Новолакском и Хасавюртовском районах

Установлены памятники в Хасавюрте перед зданием Хасавюртовского аграрно-экономического колледжа (бывшего сельскохозяйственного училища) и в селе Урма на месте расстрела.